# Andorinha-do-mar-anã

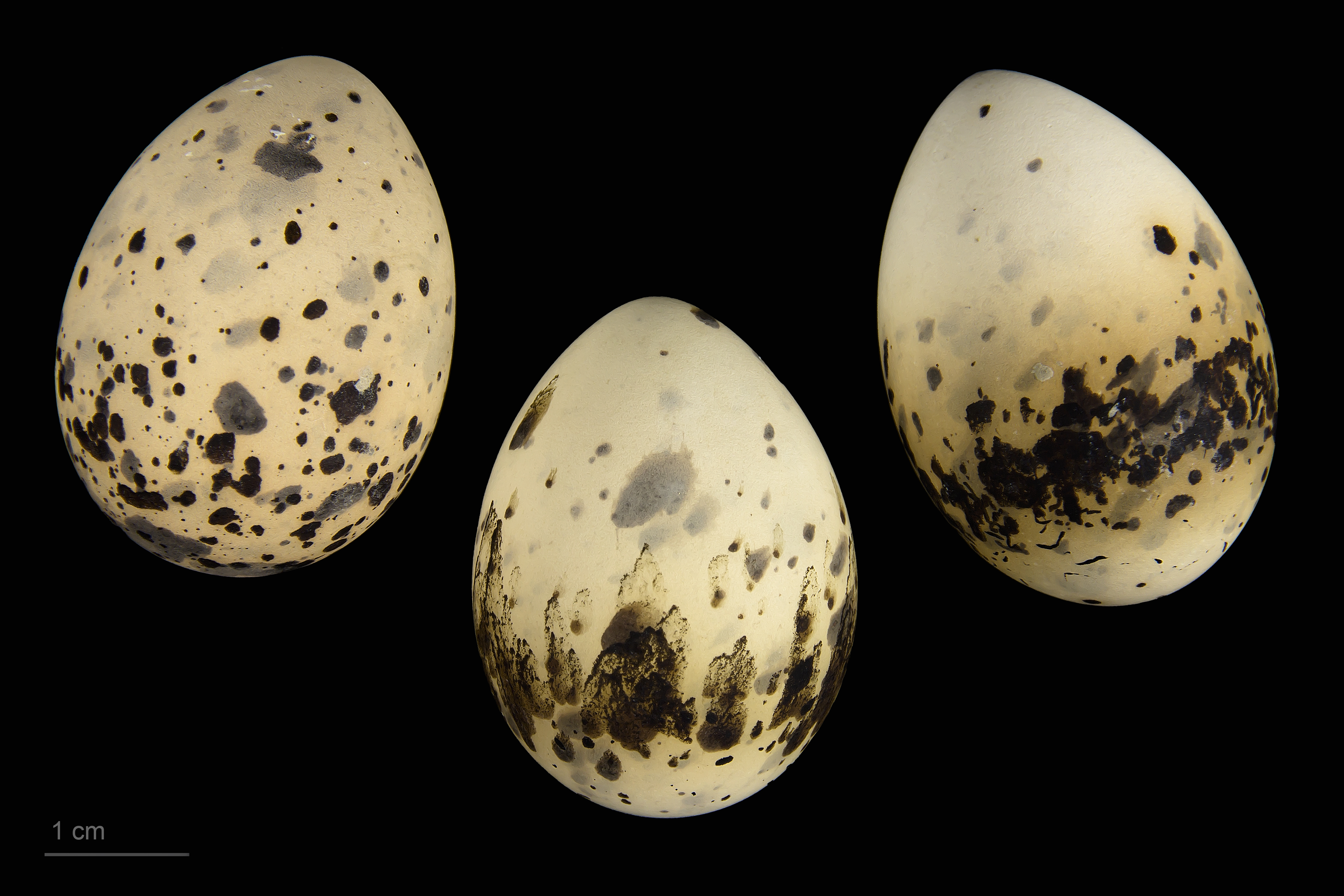
Sternula albifrons albifrons - MHNT

A andorinha-do-mar-anã (Sternula albifrons)  é um dos mais pequenos membros da sua família. Nidifica na Europa e inverna em África.